# Cuarto de baño

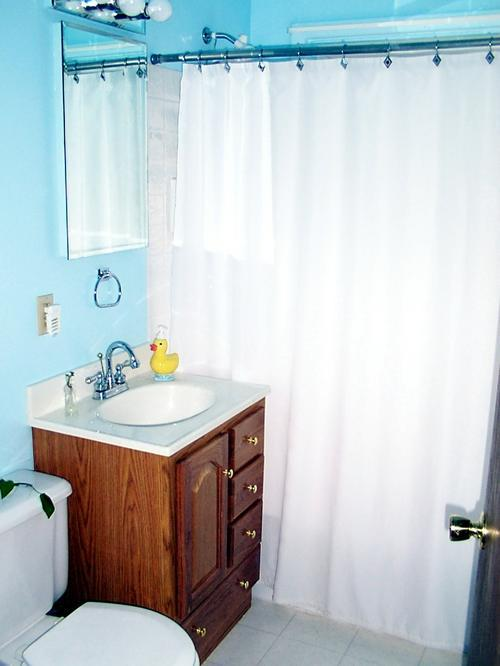
Cuarto de baño típico de casa moderna.

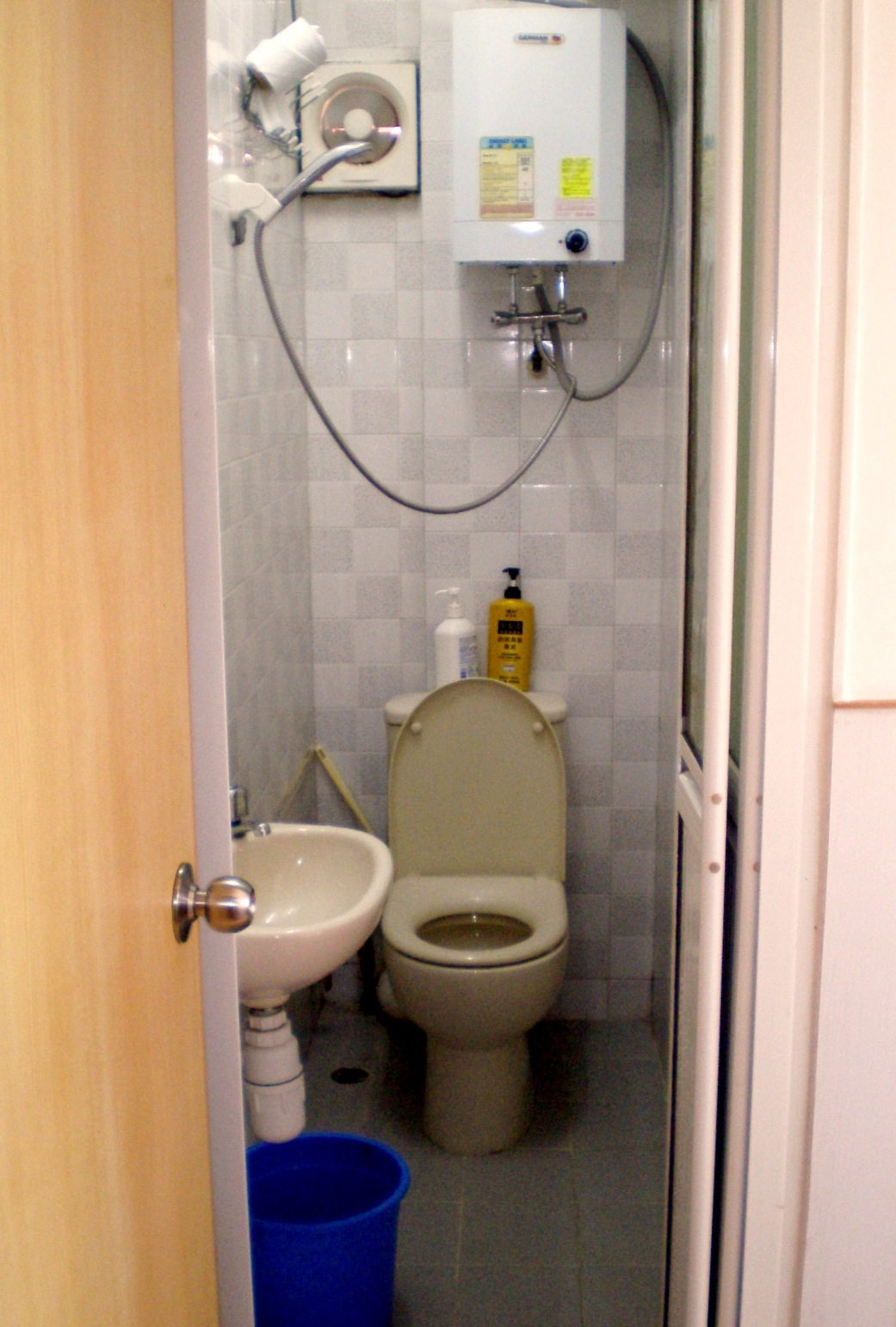
Cuarto de baño en Hong Kong, en donde el área para ducharse comparte el mismo espacio que el inodoro y el lavamanos.

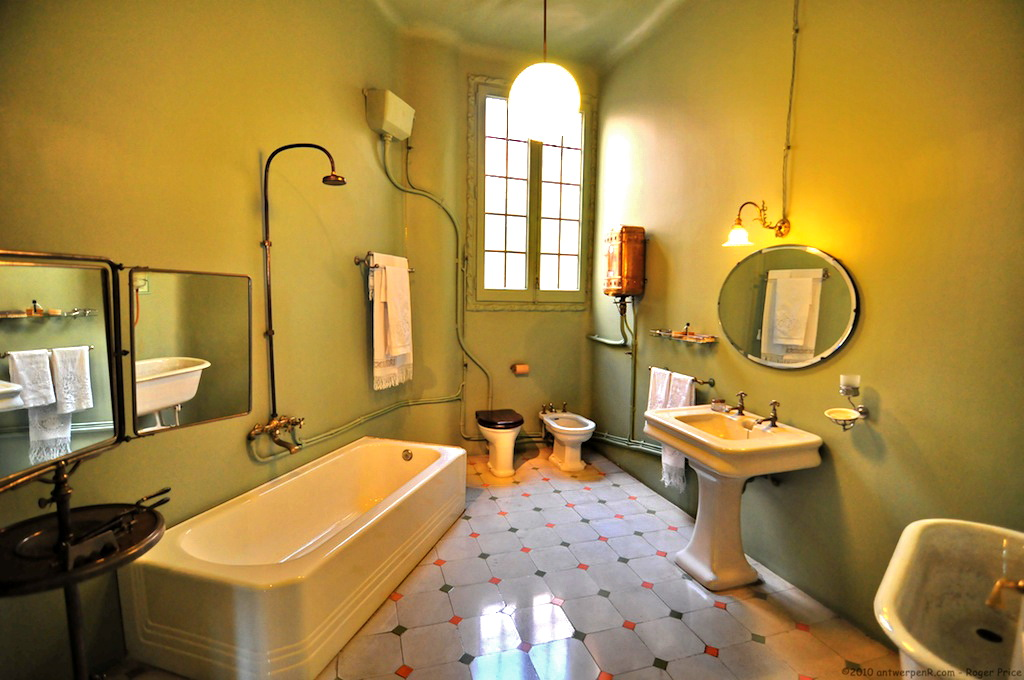
Cuarto de baño de principios del, en un apartamento de la Casa Milà, en Barcelona.

Un cuarto de baño (llamado también sanitario o simplemente baño) es una habitación generalmente utilizada para el aseo personal, el baño y la evacuación de desechos humanos.

## Historia

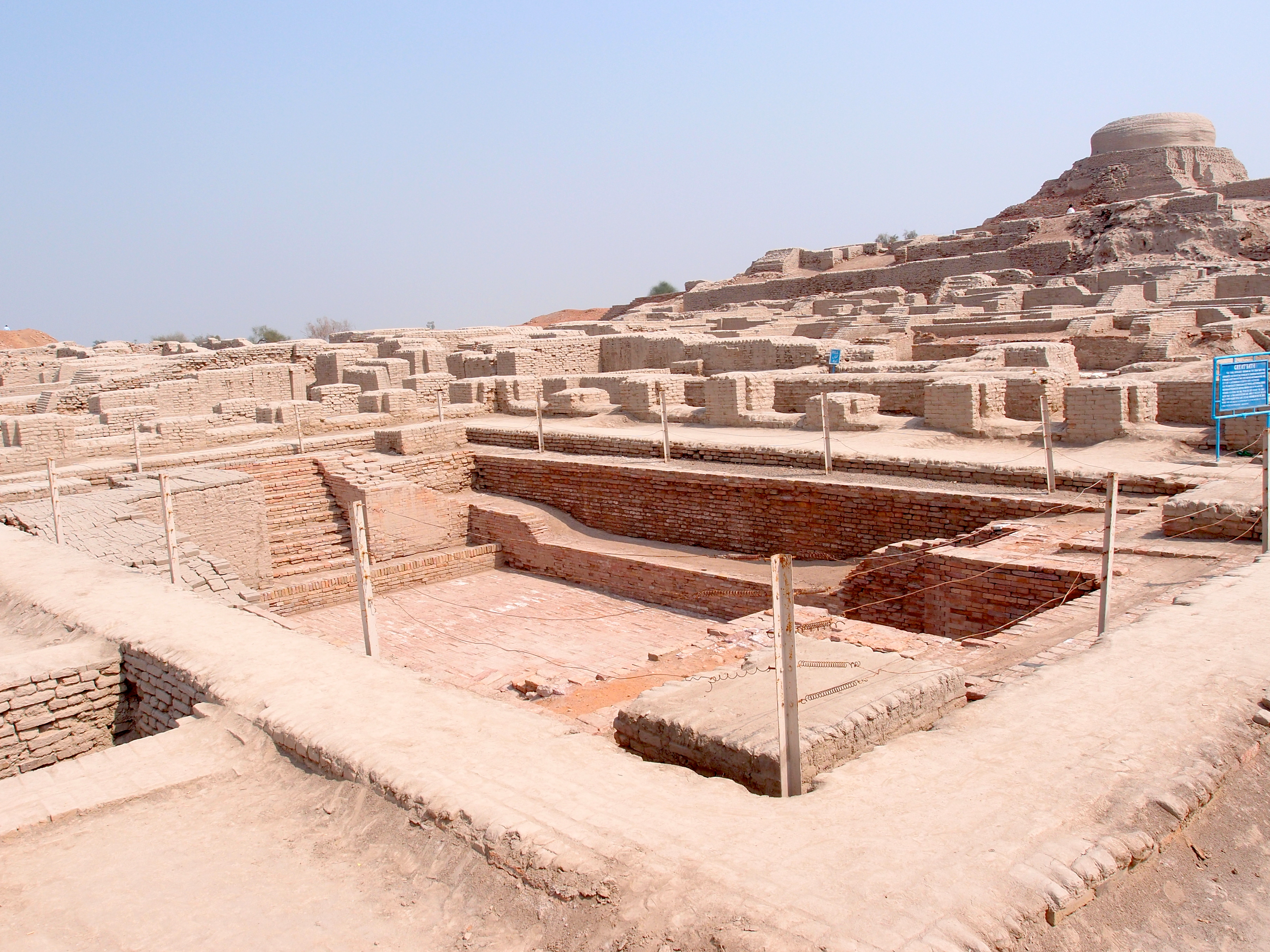
El Gran Baño de Mohenjo-daro.

Los primeros registros sobre el uso de baños se remontan al año 3000 a. C. En esta época, el agua tenía un fuerte valor religioso, ya que se consideraba un elemento purificador tanto para el cuerpo como para el alma, por lo que no era raro que se exigiera a la gente que se limpiara antes de entrar en una zona sagrada. Se tiene constancia de que los baños formaban parte de la vida de las aldeas o ciudades durante todo este periodo, con una división entre baños de vapor en Europa y América y baños fríos en Asia. Los baños comunales se erigían en una zona claramente separada de las viviendas de la aldea.
Casi todas las casas excavadas tenían sus propios baños. La bañera, situada generalmente en la planta baja, era de ladrillo, a veces con un bordillo alrededor para sentarse. El agua se drenaba a través de un agujero en el suelo, por canaletas o tuberías de cerámica en las paredes, hasta el sistema de drenaje municipal. Incluso los egipcios más exigentes rara vez disponían de baños especiales.

### Baños griegos y romanos

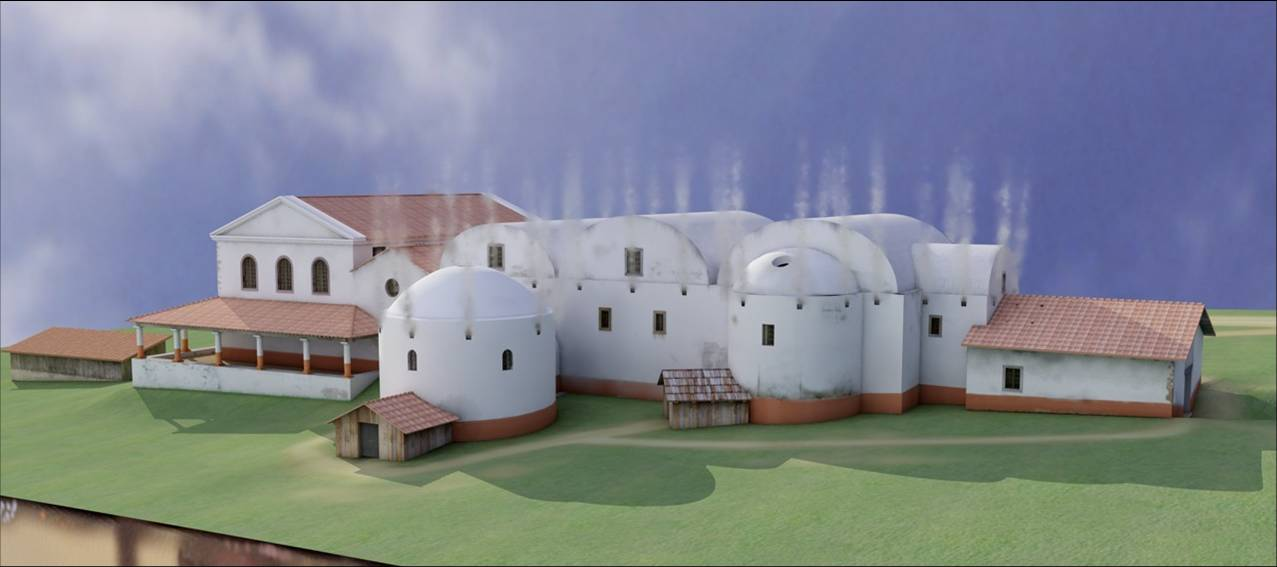
Reconstrucción virtual de las termas romanas de Weißenburg, Alemania, utilizando datos de tecnología de escaneado láser.

La actitud de los romanos hacia el baño está bien documentada; construyeron grandes termas (thermae), marcando no sólo un importante desarrollo social, sino también proporcionando una fuente pública de relajación y rejuvenecimiento. Se trataba de un lugar donde la gente podía reunirse para discutir los asuntos del día y disfrutar del entretenimiento. En esta época se distinguía entre baños privados y públicos, y muchas familias adineradas tenían sus propias termas en sus casas. A pesar de ello, hacían uso de las termas públicas, lo que demostraba el valor que tenían como institución pública. La fortaleza del Imperio Romano era reveladora en este sentido; las importaciones de todo el mundo permitían a los ciudadanos romanos disfrutar de ungüentos, incienso, peines y espejos. Las ruinas parcialmente reconstruidas aún pueden verse hoy en día, por ejemplo en las termas romanas en Bath, Inglaterra, entonces parte de Britania.
No todos los baños antiguos eran del estilo de las grandes piscinas que a menudo vienen a la mente cuando uno se imagina los baños romanos; la bañera más antigua que se conserva data del año 1700 a. C. y procede del palacio de Cnosos en Creta. Lo notable de esta bañera no es sólo su similitud con los baños actuales, sino también el modo en que las obras de fontanería que la rodean difieren tan poco de los modelos modernos. En la ciudad excavada de Akrotiri, en la isla egea de Santorini (Thera), se encuentra un sistema prehistórico más avanzado (siglo XV a. C. y anteriores) de baños y fontanería. Allí se encontraron bañeras de alabastro y otros accesorios de baño, junto con un sofisticado sistema de fontanería doble para transportar agua caliente y fría por separado.  Esto se debió probablemente al fácil acceso a las fuentes termales geotérmicas de esta isla volcánica.
Tanto los griegos como los romanos reconocían el valor del baño como parte importante de su estilo de vida. Escritores como Homero hacían que sus héroes se bañaran en agua caliente para recuperar fuerzas; quizá sea notable que la madre de Aquiles lo bañara para conseguir su invencibilidad. En toda Grecia se han descubierto palacios con zonas dedicadas al baño, espacios con bañeras de cerámica, así como sofisticados sistemas de desagüe. Homero utiliza la palabra λοετρά, loetrá, "baños", más tarde λουτρά, loutrá, del verbo λούειν, loúein, bañarse.  La misma raíz encuentra una atestación aún más temprana en las tablillas Lineal B, en el nombre del río Lousios ("baño" [río]), en Arcadia.  Los baños públicos son mencionados por el comediógrafo Aristófanes como βαλανεία, balaneía (sing.: βαλανείον, balaneíon, latínizado como balneum, un "balneario").

### Historia reciente

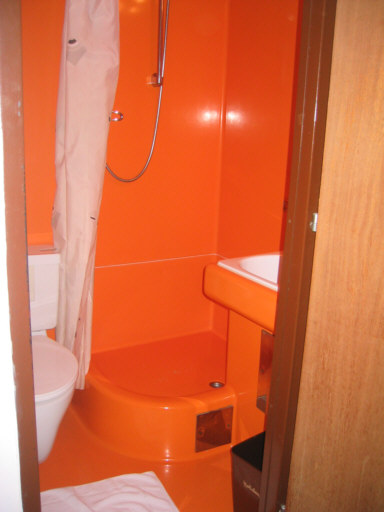
Baño en la década de 1970.

El término "cuarto de baño" está atestiguado al menos desde 1655, pero en 1765 cuando toma su acepción moderna de habitación habilitada para tomar un baño, bien diferenciada de la "habitación de agua" y del "gabinete de tocador", que no incluyen bañera (la expresión designa entonces una habitación provista únicamente de un lavabo).
En el siglo XVIII, el burgués que quería bañarse recurría a un portero de bañera al que contrataba por horas y que instalaba en su habitación. En el siglo XIX, el cuarto de baño era todavía un verdadero lujo de mansiones privadas donde la domesticidad llevaba agua tibia en suntuosas bañeras.
En el siglo XIX, el baño se materializa en una estancia señalizada con un conjunto de muebles (silla, alacena) similares a aquellos en los que antes se escondían los micrones. Fue solo a principios del siglo XX que la pieza tomó la forma contemporánea de elementos de loza desnuda.
La aparición de los baños en las casas y apartamentos de la gran población es por tanto bastante reciente: el baño, en Europa, sólo se popularizó en la segunda mitad del siglo XX gracias a los grandes conjuntos. 
En una gran ciudad como Copenhague solo el 3,8% de los apartamentos tenían baño en 1906.

En Francia, a principios del siglo XX, solo el 2% de las viviendas parisinas tenían uno, la mayoría de las personas se lavaban en una bañera de zinc en su cocina, o incluso en su dormitorio. El desarrollo de esta pieza especializada no tuvo lugar hasta después de la Segunda Guerra Mundial. La proporción de casas francesas equipadas era del 50 % en la década de 1970 y solo alcanzó el 100 % a principios de la década de 2000.

## Elementos fundamentales de un baño
- Bañera y/o ducha (en algunos países de Hispanoamérica llamada regadera o duchero), es donde las personas se asean, bien sea con champú para el cabello o jabón o gel para lavarse el resto del cuerpo y la cara.
- Inodoro, bacín, váter o retrete, utilizado para la evacuación.
- Lavabo (también llamado lavamanos), donde se suelen lavar las manos. También se usa para peinarse, lavarse la cara, afeitarse, cepillarse los dientes o colocarse lentes de contacto.
- Espejo, colocado sobre el lavabo, en el que el sujeto se ve reflejado (suele servir de apoyo para peinarse, para retocarse el maquillaje, afeitarse, etc).
- Adicionalmente, también pueden tenerse los siguientes elementos:
  - Bidé, recipiente bajo con agua corriente y desagüe, ideado para asear los órganos genitales externos y el ano, aunque también utilizado para el lavado y cuidado de los pies;
  - Armarios o baldas de lavabo, para almacenar productos de aseo y que puede estar encastrado bajo una encimera (inadecuado para silla de ruedas) o detrás del espejo.
  - Urinarios, elementos usados en los sanitarios públicos para caballeros (recintos educativos, centros comerciales, oficinas, etc.), qué sirven para ahorrar espacio respecto al inodoro y cuyo uso es muy raro en cuartos de baño residenciales.

### Accesorios habituales
- Toalleros, tanto para toallas de mano, como de baño;
- Portarrollos, para colocar el papel higiénico;
- Escobillero, para facilitar la higiene del inodoro.
- Columna de baño: armario con patas y con tiradores en cada una de las 2 puertas que forman el mueble, con estantes en el interior. Está separado del lavabo y resulta accesible para personas en silla de ruedas, si se coloca sobre el suelo.

### Particularidades
En ciertos baños no se instalan todos los aparatos y accesorios que han sido señalados. En países fríos se suele separar el inodoro (con un lavamanos) en otro local aparte del resto del baño, puesto que esta área requiere más ventilación, y ello enfriaría demasiado el ambiente cuando se desea tomar una ducha.

## Consideraciones de diseño
El cuarto de baño, que antaño fue un lugar ajeno al diseño y exento de decoración, ahora goza de la misma importancia estética que otras estancias como el salón y el dormitorio. El cuarto de baño ha ido ganando relevancia con el paso del tiempo. Su funcionalidad puramente higiénica ha transmutado en una. Al hilo de los esquemas sociales del presente, el baño ha tenido que dar respuesta a un ritmo de vida cada vez más acelerado.
El diseño de un cuarto de baño tiene que considerar el uso de agua tanto caliente, como la fría en cantidades significativas y moderadas para lavar el cuerpo humano. El agua puede derramarse sobre las paredes y el suelo y el aire húmedo puede causar condensación en las superficies frías (se vuelve líquida). Para evitar que el agua salte al suelo, las bañeras y duchas se suelen rodear de cortinas o mamparas. 
El uso de cerámica o vidrio, así como materiales plásticos, es común en baños, por su facilidad de limpieza. Sin embargo, dichas superficies son a menudo frías al tacto, por lo que también se utilizan alfombrillas de baño para hacer el contacto más cálido. Así mismo, dado que tienen contacto permanente con el agua estas superficies deben ser impermeables para evitar que la misma penetre y pueda causar daños.
Al tratarse de habitaciones pequeñas y en muchos casos interiores, los decoradores recomiendan instalar muchos puntos de luz y, al menos colocar un espejo grande, para agrandar visualmente el espacio.
Los aparatos eléctricos, como luces, calentadores y radiadores de toallas se suelen colocar como elementos fijos evitando el uso de enchufes. Además deben estar a una distancia mínima de la bañera o ducha, para disminuir el riesgo de entrar en contacto eléctrico (con los pies mojados, es decir haciendo tierra) y sufrir una descarga que podría ser mortal. 
Las bases de enchufe que interrumpen el circuito eléctrico pueden reducir este riesgo y son obligatorios en las instalaciones realizadas en baños en algunos países como Estados Unidos y Canadá. En otros países, como Reino Unido, sólo se permiten en el cuarto de baño ciertos enchufes especiales para maquinillas eléctricas.
No menos importante es recalcar que estos espacios requieren una minuciosa limpieza ya que debido a la humedad pueden ser caldo de cultivo de bacterias, mohos y hongos que pueden producir malos olores y causar enfermedades infecciosas. Se estudia el uso de agentes esterilizadores como el ozono o rayos ultravioleta que pueden aniquilar toda clase de microorganismos.

## Seguridad eléctrica
En las habitaciones con bañera o ducha, existe un mayor riesgo de que las personas corran peligro por sistemas eléctricos y equipos -debido a las condiciones ambientales, al menos temporalmente húmedas- que en el entorno seco habitual. Por lo tanto, se aplican requisitos especiales a las instalaciones eléctricas de estas salas, que son objeto de la norma internacional IEC 60364-7-701:2006-02 y se tratan para Alemania en la norma DIN-VDE 0100-701:2008-10.
Para las instalaciones eléctricas en habitaciones con bañeras y duchas, deben tenerse en cuenta las zonas de instalación 0, 1 y 2 especificadas y sus límites según DIN VDE 0100-701:2008-10. El tipo de equipo eléctrico aprobado, la clase de protección requerida, la tensión de funcionamiento admisible y el diseño de los cables y sistemas de cableado en las zonas individuales están estrictamente regulados. La siguiente información representa una visión general simplificada y abreviada de los puntos clave de la norma; para cuestiones detalladas, consulte a un electricista calificado.
- En la Zona 0, sólo podrán instalarse equipos eléctricos que sean expresamente adecuados para su uso e instalación en esta zona de acuerdo con las especificaciones del fabricante y estén fijados en su lugar y firmemente conectados y estén protegidos mediante tensión extra baja (SELV) con una tensión nominal de AC (corriente alterna) 12 V o DC (corriente continua) 30 V y con protección IPX7.

- En la Zona 1, el equipo eléctrico sólo podrá instalarse si es adecuado para el uso y la instalación en esta zona de acuerdo con las especificaciones del fabricante y está instalado y conectado permanentemente y para equipos distintos de (los aprobados para el funcionamiento en red) dispositivos de hidromasaje, bombas de ducha, consumibles para ventilación, secadores de toallas y calentadores de agua mediante de tensión extrabaja (SELV) con una tensión nominal que sea AC  25 V o CC 60 V y clase de protección IPX4 o en el rango de chorro de agua IPX5.

- En la Zona 2, los equipos eléctricos sólo podrán instalarse si cumplen al menos con la clase de protección IPX4 y si no son enchufes (ni siquiera con tapa abatible).

Todos los circuitos eléctricos deben ser reemplazados por un dispositivo de protección de corriente residual (RCD) con una corriente diferencial nominal de IΔN=30 mA protegida. Esto también se aplica a los cables y sistemas de cableado que solo pasan por la habitación pero que están destinados a otra habitación.
Los distribuidores de instalación no están permitidos en habitaciones con bañera o ducha y cuando se instalan en una habitación adyacente, se debe mantener un espesor de pared mineral residual de al menos 6 cm a la habitación con ducha o bañera.
No se requiere la actualización al estado actual de la técnica (situación estándar) para los sistemas antiguos que están sujetos a protección de existencias siempre que el sistema no se amplíe. Los enchufes existentes pueden ser reemplazados en cualquier momento con enchufes similares o con enchufes con protección adicional (SRCD o coloquialmente enchufes FI). Sin embargo, si se mueve un zócalo o se agrega otro, entonces debe actualizarse al estado actual de la técnica. Por lo tanto, todo el circuito de alimentación (es decir, incluidos los cables y el sistema de cableado) debe protegerse con un RCD (que requiere un cableado continuo de tres hilos hasta el siguiente distribuidor).
En Estados Unidos, todas las formas de iluminación del baño deben cumplir la clasificación IP44 como segura para usar en el baño.

## Ejemplos

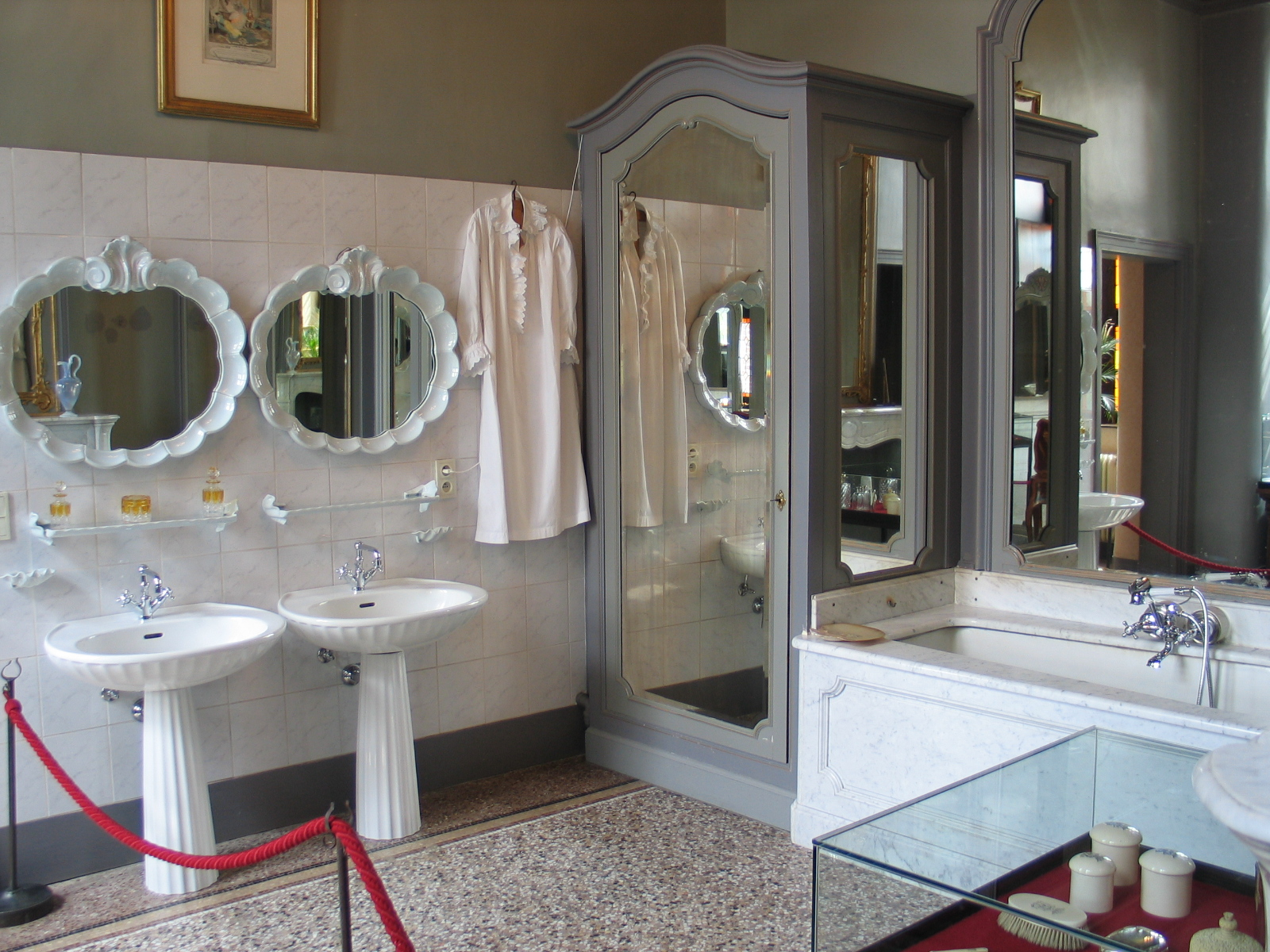
Baño en Bélgica
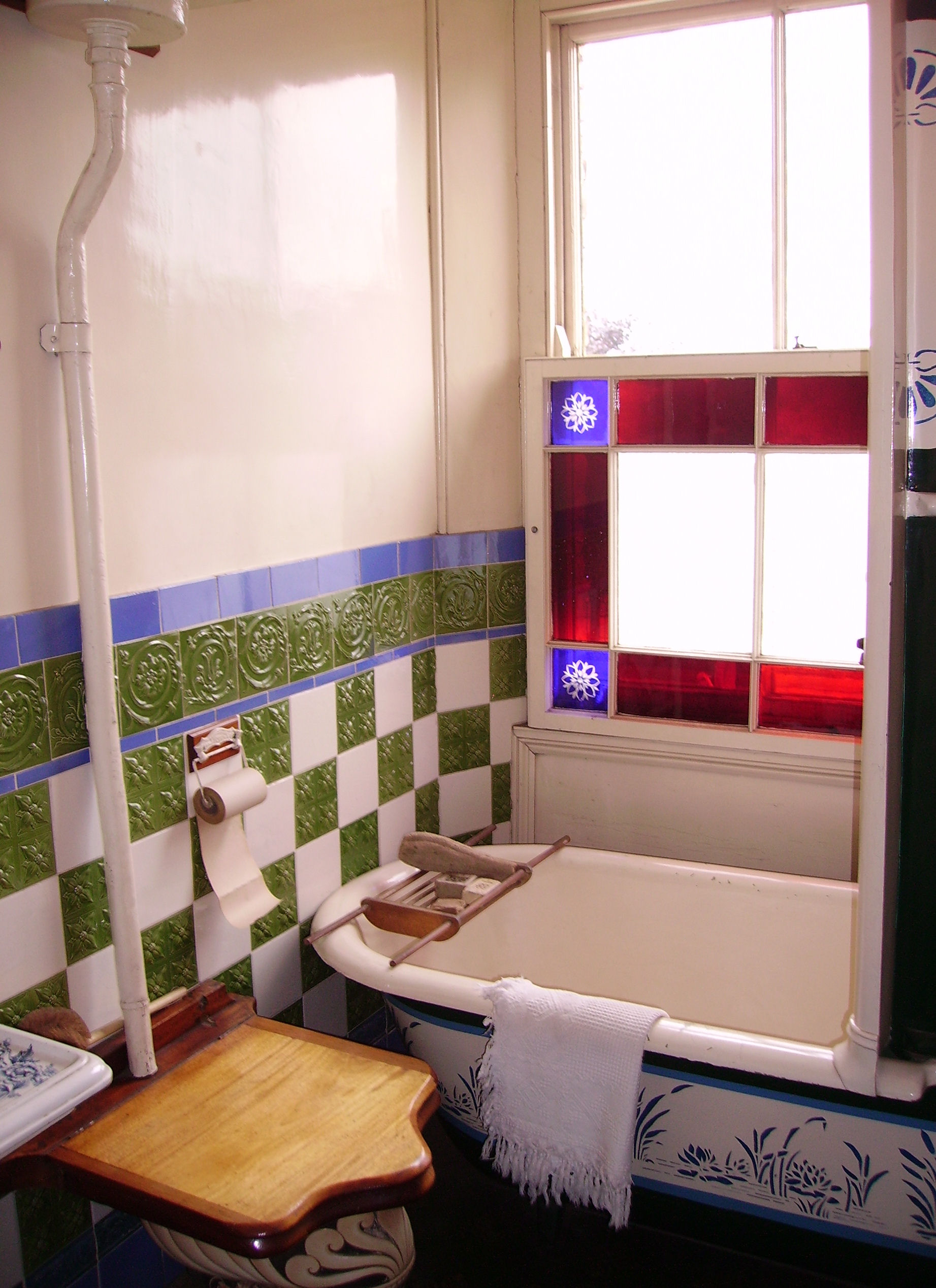
Un baño de principios del siglo XX en el Museo Beamish, cerca de Durham, Inglaterra
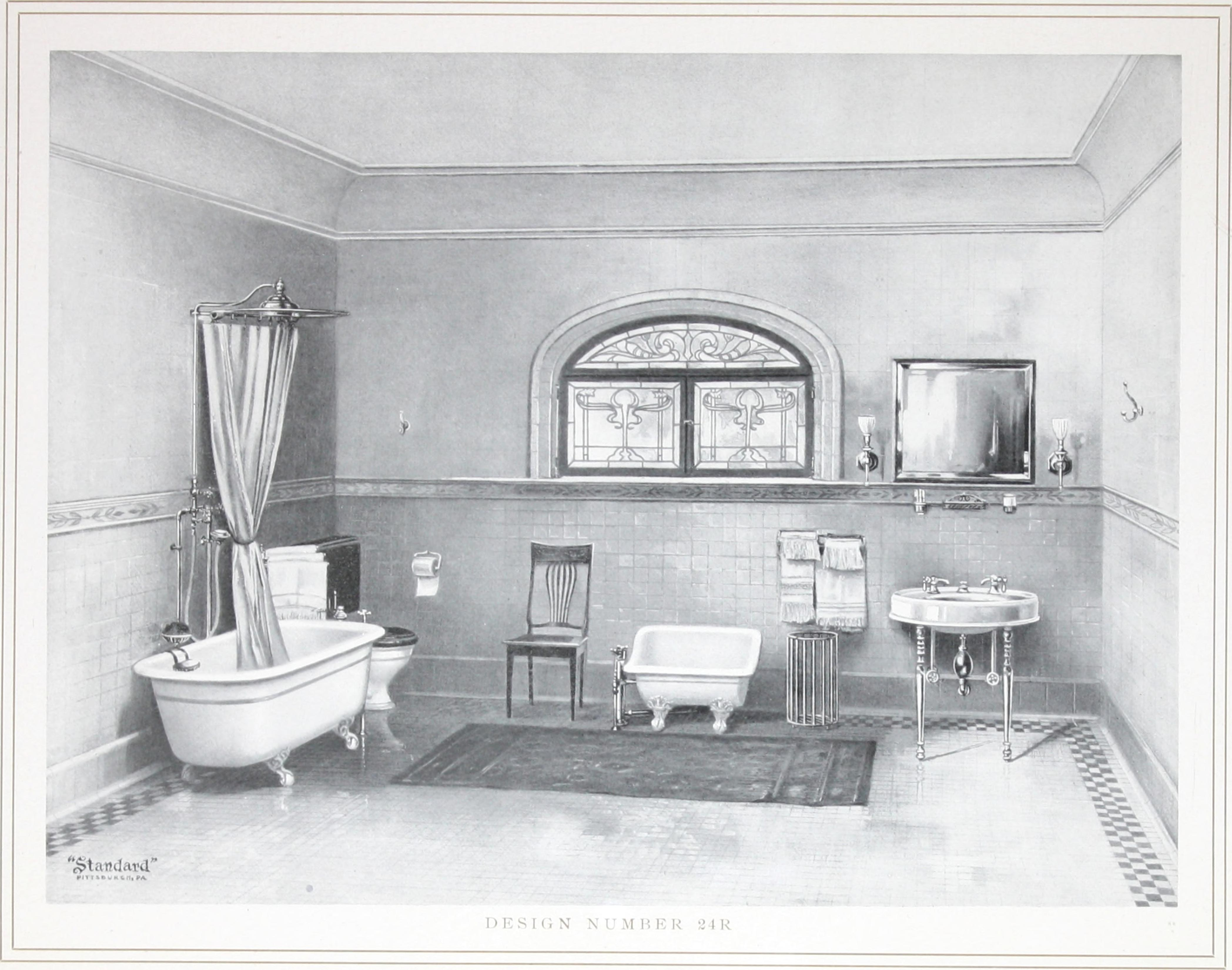
Ilustración de un baño de 1903.
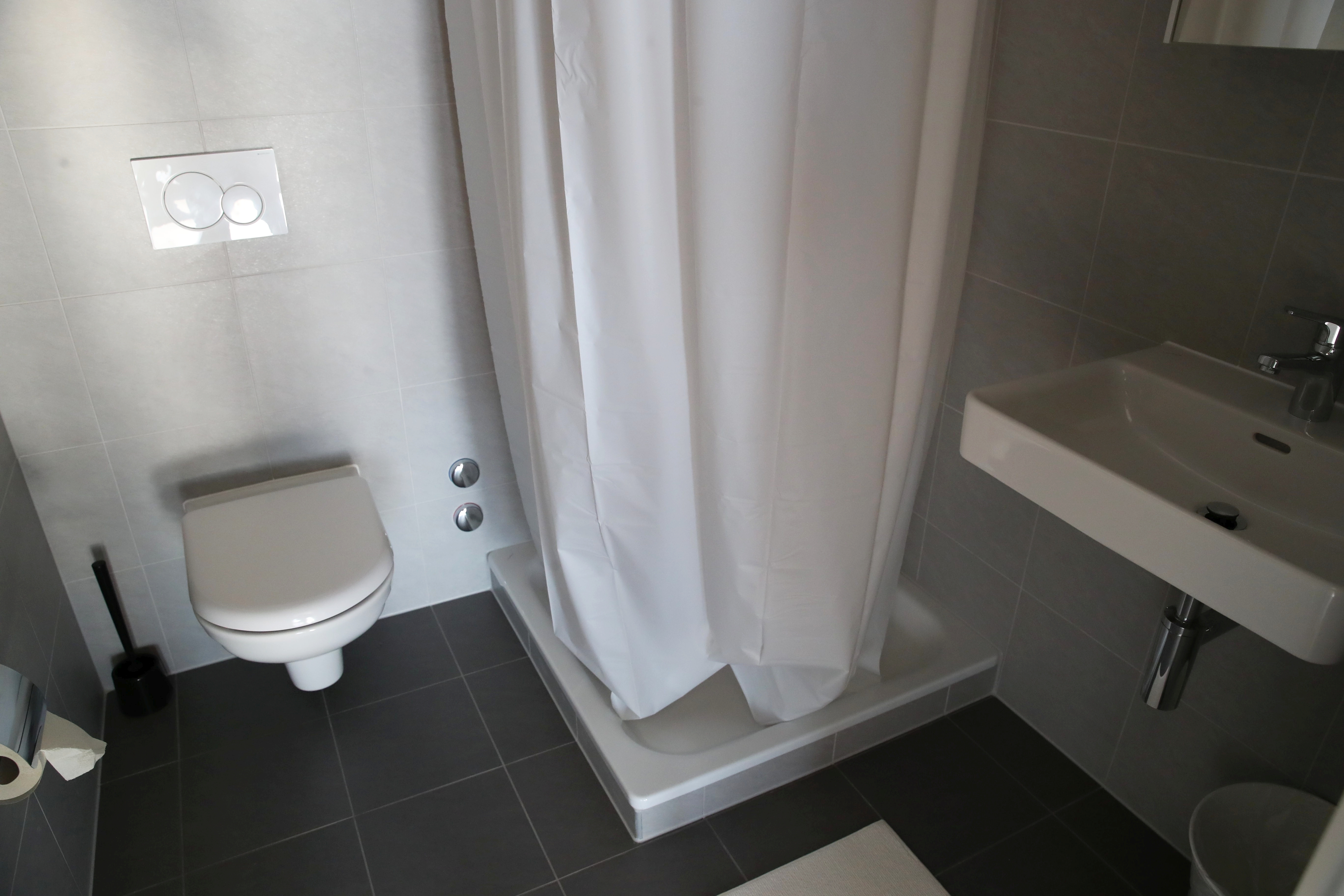
Un baño en la villa olímpica de los Juegos Olímpicos de la Juventud de Invierno 2020